# Museum of Wellington City & Sea
Museum of Wellington City & Sea – muzeum znajdujące się w Wellington, stolicy Nowej Zelandii, na ulicy Jervois Quay. Zostało otwarte w 1972 r., jednak całkowita przebudowa budynku na muzeum trwała aż do 1999 roku. Muzeum jest otwarte w każdy dzień tygodnia w godzinach 10 – 17 oprócz Bożego Narodzenia.